# Pive (monnaie locale)
La pive est une monnaie locale créée en 2017 par l’association éponyme. Elle peut être utilisée uniquement en Franche-Comté.

## Histoire
L’idée fait suite à la création de l’association « La Pive » en 2014. Constituée par un groupe de Francs-Comtois, l’objectif étant de stimuler le développement local.
Une campagne de financement participatif a été mise en place et a conduit à une première impression de 10 000 pives en mai 2017 pour un total de 45 000 pives en fin d’année. Les 45 000 euros correspondant étant déposés sur un fonds de garantie au Crédit coopératif.
Les premiers lieux à utiliser la pive sont le Grand Besançon, le Pays du Revermont et le bassin de Lons-le-Saunier avant de s’étendre aujourd’hui sur une grande partie de la Franche-Comté : de Dole à Belfort et de Luxeuil-les-Bains à Saint-Claude.
Fin 2018, on compte près de 1 000 adhérents, dont 150 commerçants.
En 2019, l’association déclare un total de 1 500 particuliers adhérents et 350 professionnels. Elle devient également membre du Mouvement Sol.
Début 2021, on dénombre 365 établissements au sein de l’annuaire officiel et plus de 125 000 pives en circulation. Afin de soutenir ses commerces, à la suite de la baisse d’activité en 2020, la ville de Besançon met en jeu 2000 chèques cadeaux de 10 pives à destination des professionnels du réseau de La Pive,.
L’idée d’un paiement dématérialisé est prévue. De par le coût élevé de l’investissement initial, sa mise en place est planifiée courant 2021, à la suite de l’évolution de l’association et du nombre d’utilisateurs.

## Objectifs
L'objectif de la pive est de dynamiser l'économie locale en renforçant les échanges entre les commerçants francs-comtois, et en encourageant les particuliers à acheter auprès de vendeurs et producteurs locaux favorisant ainsi les circuits courts.
La pive génère de la richesse sur le territoire, étant non spéculative (ne peut pas être placée en banque), elle circule donc plus vite que l'euro. En outre, la pive véhicule des valeurs d'entraide, de solidarité et souhaite recréer du lien entre les acteurs de son réseau. 

## Fonctionnement

### Système
Une pive équivaut à un euro. Ce choix a été fait pour raison de simplicité à la fois dans l’utilisation et dans la comptabilité par les différents acteurs.
La Pive est déclinée sous cinq billets de 1, 2, 5, 10 et 20 pives. Chaque billet disposant d’un code-barres enregistré au sein d’une base de données et limiter les risques de falsification.

### Usage
L’obtention de pives se fait au sein de comptoirs d’échanges contre des euros. Il est cependant nécessaire d’adhérer à l’association pour cela, l’usage de monnaie complémentaire étant encadrée par la loi.
Lors d’un paiement, l’appoint doit être réalisé en euro à défaut d’être fait en pives, le rendu ne pouvant être fait en euros sur un paiement exclusivement en pives.
En 2020, la mairie de Rioz a signé une convention avec l’association de manière à pouvoir payer les indemnités de ses élus en pives.